# Джордж Вьєштіца
Джордж Вьєштіца (англ. George Vjestica) — британський гітарист і автор пісень. Очолює гурт Bandante. Вьєштіца також відомий своєю роботою з Ніком Кейвом і Уорреном Еллісом над саундтреками до фільмів The Proposition і Lawless. 
Він також виступав на альбомах Nick Cave and the Bad Seeds: 
- Push the Sky Away (як гість),[8][9]
- Skeleton Tree (як постійний учасник гурту).

Його прізвище Vještica сербохорватською означає «відьма».

## Кар'єра
З 2006 по 2010 Вьєштіца гастролював з дуетом Groove Armada, та брав участь у записі двох альбомів дуету, Black Light і Soundboy Rock.
Він також гастролював з Джоном Сквайром (John Squire) з гурту Stone Roses, з’явившись на альбомі Marshall's House.
Та грав на гітарі на дебютному міні-альбомі False Alarm шотландської співачки KT Tunstall, пісні з якого було включено до  альбому який розійшовся багатомільйонним тиражем.
На початку 2016 року Джордж вирішив зібрати власний гурт, Bandante, залучивши колишнього басиста гурту Hard-Fi Кая Стівенса (Kai Stephens), барабанщика Семмі Джея Стопфорда (Sammy J Stopford). «Четвертим учасником» тріо є художник-колажист Тімоті Шепард (Timothy Shepard), якому доручено визначити їхню візуальну ідентичність — у тому числі в живих умовах.
Джордж більш ніж щасливий, що пропонує альтернативу мейнстріму року та поп-музики. 
Він казав: "Ми йдемо з точки зору «хепенінгу» старої школи, схожої на те, що робили такі групи, як Pink Floyd і Soft Machine, у шістдесяті."
"Bandante — це щось на зразок Pink Floyde. Також є трохи Елвіса Костелло та класичні пісні."
"Я працюю над альбомом Bandante, який має вийти наприкінці вересня. Ми випустили наш дебютний сингл «Bang Bang/She Put a Spell in Me» у січні."
"Я постійно розвиваюся, починаючи від роботи з такими людьми, як Джон Сквайр (Stone Roses) і Nick Cave and the Bad Seeds, і закінчуючи своїми справами з Банданте, я не думаю, що я коли-небудь зупинюсь. Інакше було б досить нудно."

## Особисте життя
Джордж Вьєштіца народився 2 травня 1967 року у місті Сток-он-Трент, графство Стаффордшир, Англія, в родині сербсько-хорватських батьків Ніколи та Марти Вьєштіца (померла 31 січня 2021 року).
У 2009 році Вьєштіца одружився з письменницею Розі Мортімер (Rosie Mortimer), від якої у нього двоє синів.